# Communio (liturgia)
Il communio è il canto processionale che accompagna i fedeli durante la distribuzione dell'eucaristia nella messa della Chiesa cattolica di rito romano. Chiamato anche Antiphona ad communionem, mantiene la stessa struttura antifonale dell'introito: antifona - versetto salmodico - antifona.
Appartiene al proprio della messa ed è seguito dal post-communio.

## Storia
Nei primi secoli del cristianesimo, le liturgie utilizzavano il salmo 33, specialmente il versetto 9: Gustate et videte quam suavis est Dominus (Gustate e vedete come è buono il Signore) . Avendo un testo invariabile, quell'epoca apparteneva all'ordinario della messa.
Questo canto è stato conservato nel communio della XIV domenica del tempo ordinario. Molti Padri della Chiesa citano il salmo 33 come specifico di comunione: Cotidie caelesti pane saturati dicimus: gustate et videte . Agostino d'Ippona vede un parallelismo tra la processione delle offerte e del communio: Gesù prende all'offertorio la nostra umanità per donarci alla comunione la sua divinità 
Generalmente il communio viene cantato in canto gregoriano, tuttavia alcuni compositori hanno scritto corali per la Messa di Requiem, il cui communio si inizia con le parole Lux Aeterna. Celebre il communio Lux Aeterna del Requiem di Wolfgang Amadeus Mozart (parte tuttavia composta dall'allievo di quest'ultimo Franz Xaver Süssmayr)
Il testo del communio è generalmente tratto da un salmo.